# Hebestatis theveneti
Hebestatis theveneti là một loài nhện trong họ Ctenizidae.
Loài này thuộc chi Hebestatis. Hebestatis theveneti được miêu tả năm 1891 bởi Eugène Simon.